# Sporisorium schizachyrii
Sporisorium schizachyrii är en svampart som beskrevs av Vánky 2002. Sporisorium schizachyrii ingår i släktet Sporisorium och familjen Ustilaginaceae.   Inga underarter finns listade i Catalogue of Life.